# Opció
Una opció és un contracte que dona dret a vendre o a comprar un actiu subjacent (accions, bons, etc.), a un preu determinat (preu d'exercici), en una data prèviament establerta (venciment), o en qualsevol moment anterior a aquesta data i pel qual s'ha de pagar una quantitat, option premium (prima), en el moment de la seva adquisició. El comprador d'una opció adquirirà o vendrà l'actiu subjacent només si el beneficia, ja que té el dret d'exercir l'opció, però no està obligat a fer-ho, de manera que si no l'exerceix tan sols perdrà la prima que va pagar per comprar el dret. De forma contrària, el venedor de l'opció, a canvi de rebre aquesta prima (menys les despeses d'intermediació), està obligat a realitzar allò que decideixi el comprador.

## Opció de compra (CALL)
El comprador d'una opció de compra té el dret, mai l'obligació, de comprar un actiu financer a un preu determinat (anomenat preu d'exercici) en una data determinada (data de venciment), a canvi del pagament d'una prima, que és preu de l'opció. Aquest preu d'exercici estarà al voltant del preu actual de l'acció més les perspectives de creixement, però sempre agafant com a referència el preu actual del valor subjacent. Especulativament, el comprador d'una opció de compra té l'expectativa que el preu de l'actiu subjacent pujarà (es diu que té una perspectiva alcista), i contracta avui per comprar d'aquí a un temps pensant que el preu d'aquest subjacent augmentarà. A més, el comprador de la CALL només exercirà el seu dret (l'opció) quan el preu de l'actiu subjacent sigui superior al preu d'exercici.
El venedor d'una opció de compra està obligat a vendre l'actiu subjacent al preu d'exercici establert quan ho decideixi el comprador, a canvi del cobrament de la prima. El venedor d'una opció de compra té l'expectativa de què el preu de l'actiu subjacent baixarà (perspectiva no alcista); espera que el valor de l'actiu subjacent disminueixi però no molt, perquè si no compraria una opció de venda. També espera que el mercat romangui estable, al voltant del preu d'exercici. També pot esperar que el preu augmenti, però menys que la prima cobrada, per no entrar en pèrdues.

## Opció de venda (PUT)
El comprador d'una opció de venda té el dret, mai l'obligació, de vendre un actiu financer a un preu determinat (anomenat preu d'exercici) en una data futura (data de venciment), a canvi del pagament d'una prima. Especulativament, és una estratègia baixista; espera que els preus baixin perquè així guanyarà.
El venedor d'una opció de venda està obligat a comprar l'actiu subjacent al preu d'exercici establert quan ho decideixi el comprador de la PUT, a canvi del cobrament de la prima. Té una estratègia no baixista; pensa que el preu augmentarà però no gaire, perquè si no seria millor comprar una CALL, perquè guanyaria més, o bé pensa que el preu romandrà estable, o bé pensa que el preu baixarà però menys que la prima.